# 黑镜：潘达斯奈基
《黑镜：潘达斯奈基》（英語：Black Mirror: Bandersnatch）是独立单元剧《黑镜》的一部互动式电影。本片由该系列电视剧主创查理·布鲁克编剧，大衛·史萊德导演，Netflix于2018年12月28日上线影片。
在《潘达斯奈基》中，观众在观看的同时需要为主角做出选择，主角斯蒂芬·巴特勒（菲恩·怀特海德饰）是一位年轻的程序员，1984年，他将一部可自选故事走向的冒险小说改编成电子游戏。其他角色包括在一家游戏公司工作的莫汗·塔克尔（阿西姆·乔杜里饰）和科林·里特曼（威爾·普爾特饰），巴特勒的父亲彼得（克雷格·帕金森饰）和巴特勒的治疗师（艾莉絲·羅威饰）。本片改編自由Imagine Software公司計劃推出的同名遊戲，但該遊戲因公司破產而未發行。另外，本片片名也指涉了路易斯·卡羅在其作品《愛麗絲鏡中奇遇》登場的生物「潘達斯奈基」。除了科幻與恐怖要素外，《黑鏡：潘達斯奈基》也包含了後設評述及自由意志的反思。
布魯克與執行製作人安娜貝爾·瓊斯於2017年5月受Netflix詢問是否有興趣製作互動式電影，該時期Netflix已經開始進行數個為兒童設計的互動式計畫。

## 简介

### 概要

《黑镜：潘达斯奈基》的剧情分支流程图

這是個離奇費解、多重結局的故事。1984 年，一位年輕的程式設計師將一部黑暗的奇幻小說改編成電玩，也因此開始質疑現實。
若將所有「演員」像吃豆人吃東西一樣走過一遍會出現紅色卡帶彩蛋。（包括主角暴斃旁邊的政府人員、邪惡鬍鬚男、還有Netflix跳窗選項出現的導演等等）
未證實的完美結局假說：鯊魚選NO，將所有演員吃掉前依序走過2.5(205)星評價、4星評價（電視機播放狗狗遊戲）、1星評價等。因為吸毒抽菸和有人死去等結局一定會逼到最後間接走過5星評價，所以這三條路可以繞過。

### 剧情
1984年7月的英國，年輕的程式設計師史戴分·巴特勒（菲昂·懷海德飾演）夢想著改編一本由悲慘的的作家傑洛姆·F·戴維斯（傑夫·敏特飾演）著作，能「選擇你自己的冒險」的書《潘達斯奈基》，希望創造出革命性的冒險遊戲。遊戲內容包含一邊閃躲名叫帕克斯的怪物一邊穿越圖像迷宮，有時按照螢幕上的指示做出選擇。巴特勒為由莫汗·塔克尔（阿西姆·乔杜里飾演）經營，並僱用了知名遊戲製作人科林·里特曼（威爾·普爾特飾演）的塔克軟體遊戲公司製作遊戲。巴特勒被給予了接受或拒絕公司協助開發電影的選擇。
若巴特勒選擇接受，里特曼會說他選了「錯的道路」。遊戲會在數個月後發行並被惡評為「製作委員會方式」的產物。巴特勒會想要重來一次，而電影會回到塔克尔提議的那天，而觀眾會被給予相同選擇。
如果拒絕，巴特勒會開始獨自在自己的房間製作遊戲，而塔克軟體為了讓遊戲能在聖誕節推出，而把截止日期定在9月。與遊戲的軟體錯誤奮戰的巴特勒變得非常有壓力，並對自己的父親彼得（克雷格·帕金森飾演）具有敵意。在這個時期，巴特勒造訪了海恩斯醫生（艾莉絲·羅威飾演）的診所進行憂鬱症的治療。觀眾可以選择向海恩斯醫生解釋他五歲時母親死亡的經過：彼得認為在他這個年紀的男孩不該玩布娃娃而藏起了他的兔玩偶，而巴特勒固執地堅持沒有兔玩偶在身邊就不離開家裡，迫使母親搭了晚一點的火車，該列車出軌並造成包含他母親在內的數名乘客傷亡。巴特勒就此感到要為母親的死負責，並認為完成她藏書的其中一本《潘達斯奈基》的遊戲版是對她的贖罪。海恩斯醫生為他開了抗憂鬱症的處方藥，而觀眾可以選擇讓巴特勒服藥或丟進馬桶沖掉。觀眾也可以選擇讓巴特勒在邀請下造訪科林的公寓，科林在該處與女友基蒂（塔露拉·哈登飾演）和女兒珀尔同居。在該處，兩人服用了迷幻藥，而科林會講述政府的機密心靈控制計畫、不同的時間軸以及不同的路線。為了展示他的理論，科林要求巴特勒藉由觀眾選擇兩人中誰要從陽台上跳樓。若科林跳樓，則在未來的片段中他會神秘失蹤。
在將遊戲送到塔克軟體的截止日期逼近，而遊戲研究存在著奇怪錯誤的時候，巴特勒開始感覺到他受到外力操控，並開始質問自己信任父親跟海恩斯醫生的程度。巴特勒發現自己的人生正對應了戴維斯的人生，並不斷看見「分歧路線」符號的幻覺，該符號似乎導致戴維斯將其妻斬首。他開始心靈崩潰並試圖抵抗控制他動作的隱形力量時，觀眾會有多種選項藉由他的1984年電腦螢幕對巴特勒解釋是誰在控制他。其中一個選項是觀眾告知他們正藉由21世紀的Netflix服務為他做決定。觀眾也可能會發現一個上鎖的保險箱，裡面裝著巴特勒的舊兔子玩偶或者是他被作為實驗對象監視的文件。 
本片有數個可能的結局，下列所述僅列出部分。其中一條路線會使巴特勒與他的心理醫生在一次療程中打鬥，接著揭曉他其實位在一個電影攝影棚，而他的「爸爸」也是其中一名演員。另一路線中，巴特勒會依循里特曼的建議，似乎穿越鏡子進入五歲時自己的身體並跟自己的母親一起「死」在出軌意外，造成巴特勒的身體突然死在現今。在其他路線中，觀眾可以選擇讓巴特勒殺死父親，接著選擇埋屍或分尸，而也有可能會被給予殺死里特曼或塔克的選項。埋屍會導致巴特勒在遊戲發行之前被捕入獄，分尸並不讓他的治療師知道謀殺則會讓遊戲成功發行並大獲成功，而巴特勒會在不久之後入獄。
在某些結局中，會向觀眾展示《潘達斯奈基》遊戲的評價以及塔克軟體的命運。其他結局在現代（2018年）結束，長大成人並成為Netflix旗下的程式設計師的珀尔 （蘿拉·伊芙琳飾演）會試圖將《潘達斯奈基》改編成互動式對應，使得她開始體驗到戴維斯與巴特勒都看過的「分歧路線」符號的幻覺。

## 相关媒体
在Netflix釋出《潘達斯奈基》後，架設了劇中虛構的塔克軟體公司的真實網站。該網站歸檔了劇中所討論過的數個虛構遊戲，但包含了《急轉直下》的可遊玩版本，該遊戲需求使用ZX Spectrum的電腦或模擬器。該網站也包含了塔克軟體公司的徵人廣告，但真正連結到的是Netflix的徵才頁面。